# Kunigunda Švabska
Kunigunda Švabska iz plemiške rodbine Ahalolfingov je bila po poroki z mejnim grofom Luitpoldom do leta 907 bavarska mejna grofica in po poroki s kraljem Konradom I. od leta 913 do 918  kraljica Frankov, * okoli 878, † 7. februar po 918.

## Življenje
Kunigunda je bila hčerka švabskega grofa palatina Bertolda I. Njena mati je bila verjetno Gizela, hčerka karolinškega kralja Ludvika Nemškega in njegove žene Eme 
Altdorfske.  
O njej je znanega zelo malo. Najprej se je poročila z bavarskim mejnim grofom Liutpoldom, ki je postal prednik dinastije Liutpoldingov. Z njim je imela sinova Arnulfa in Bertolda, ki sta pozneje oba vladala kot vojvoda Bavarske. Liutpold je bil ubit v bitki z Madžari pri Bratislavi leta 907.
Po Annales Alamannici se je Kunigunda leta 913 poročila z nemškim kraljem Konradom I., ki si je prizadeval okrepiti vezi z bavarsko mejno grofijo. Njun zakon je ostal brez moških potomcev. Leta 913 sta bila rojena dva otroka: Herman, ki je umrl mlad, in Kunigunda, ki se je poročila z Vernerjem Wormškim in bila verjetno mati Konrada Rdečega, ustanovitelja Salijske dinastije. Kunigunda je bila prvič omenjena kot kraljica soproga junija 914 in očitno ni igrala pomembne politične vloge, medtem ko je bil njen sin Arnulf v nenehnem konfliktu s kraljem. Leta 915 je za mesto svojega pokopa izbrala opatijo Lorsch.
Kralj Konrad I. je umrl decembra 918 po dolgi bolezni, verjetno zaradi težke poškodbe med pohodom proti Arnulfu Bavarskemu. Nasledil ga je saški vojvoda Henrik Ptičar.